# Llista d'episodis de Bola de Drac GT
Aquesta és una llista d'episodis de l'anime Bola de Drac GT, tercera de les tres sèries derivades del manga amb el mateix nom. Aquest anime va ser produït per Toei Animation i estrenat al Japó a Fuji TV el 7 de febrer de 1996 fins al 19 de novembre de 1997. Consta de 64 episodis que són completament originals, és a dir, que no estan basats en el manga, ja que aquest l'adaptació del manga es va acabar amb Bola de Drac Z. Està precedida per Bola de Drac, que adapta els primers 16 volums, i per Bola de Drac Z que n'adapta la resta. Aquests 291 episodis estan dividits en diverses sagues o temporades.
A Catalunya, la sèrie fou estrenada el 9 de febrer de 1999 pel Canal 33 i reemesa posteriorment pel canal K3, es va començar a emetre pel Canal 3XL però a partir de l'1 d'octubre de 2012, durant la crisi econòmica global, la Corporació Catalana de Mitjans Audiovisuals va tancar el canal 3XL dins d'un procés de remodelació l'oferta de canals de ràdio i televisió d'aquest organisme i la sèrie passà a emetre's al Canal Super 3.

## Temporades
| Temporada | Temporada                             | Episodis | Episodis | #  | #  | Dates d'emissió     | Dates d'emissió        | Dates d'emissió en català | Dates d'emissió en català |
| Temporada | Temporada                             | Episodis | Episodis | #  | #  | Primera emissió     | Última emissió         | Primera emissió           | Última emissió            |
| --------- | ------------------------------------- | -------- | -------- | -- | -- | ------------------- | ---------------------- | ------------------------- | ------------------------- |
|           | Les Boles de Drac de l'Estrella Negra | 1-16     | 1-16     | 16 | 16 | 7 de febrer de 1996 | 19 de juny de 1996     | 9 de febrer de 1999       | 24 de febrer de 1999      |
|           | Baby                                  | 17-40    | 17-40    | 24 | 24 | 26 de juny de 1996  | 5 de març de 1997      | 25 de febrer de 1999      | 20 de març de 1999        |
|           | Súper A-17                            | 41-47    | 41-47    | 7  | 7  | 12 de març de 1997  | 4 de juny de 1997      | 21 de març de 1999        | 27 de març de 1999        |
|           | Els Dracs Malignes                    | 48-64    | 48-64    | 17 | 17 | 11 de juny de 1997  | 19 de novembre de 1997 | 28 de març de 1999        | 13 d'abril de 1999        |

## Episodis

### Les Boles de Drac de l'Estrella Negra (1996)
| # | Títol en català | Data d'estrena al Japó | Data d'estrena a Catalunya | Data d'estrena a Catalunya |
| # | Títol en català | Data d'estrena al Japó | Original                   | Canal 3XL                  |
| --- | --- | ---------------------- | -------------------------- | -------------------------- |
| 1 | Aparició d'unes misterioses boles de drac. En Son Goku s'ha fet petit Nazo no Doragon Bōru Shutsugen!! Gokū ga Kodomo ni!? (謎のDB（ドラゴンボール）出現!!悟空が子供に!?) | 7 de febrer de 1996    | 9 de febrer de 1999        | 13 de setembre de 2012     |
| L'emperador Pilaf, després d'haver reunit les Boles de Drac, torna a la Terra per convertir-se en rei de tot el món, però quan demana el desig apareix en Son Goku, que acaba convertit en nen. Ara en Goku i companyia es veuran obligats a buscar les boles de drac d'estrella negra per tot l'univers abans que destrueixin el planeta Terra. Tenen un any de temps.                            | |                        |                            |                            |
| 2 | La Pan planeja anar-se'n de viatge per l'univers Shuyaku wa Watashi! Pan Uchū ni Tobitatsu!! (主役は私!パン宇宙に飛び立つ!!)                                              | 14 de febrer de 1996   | 10 de febrer de 1999       | 13 de setembre de 2012     |
| La Bulma ja té a punt la nau espacial que servirà perquè en Son Goku, en Trunks i en Son Goten comencin la seva aventura per tot l'univers amb l'objectiu de localitzar les boles de drac d'estrella negra i evitin, d'aquesta manera, la destrucció del planeta Terra. La Pan, que no té intenció de perdre's el viatge, donarà la sorpresa a tothom.                                             | |                        |                            |                            |
| 3 | Imegga: un planeta de mercaders supercalculadors Chō Gametsui!! Shōnin no Wakusei Imegga (超ガメツイ!!商人の惑星イメッガ)                                                 | 21 de febrer de 1996   | 11 de febrer de 1999       | 14 de setembre de 2012     |
| En Son Goku, en Trunks i la Pan es veuen obligats a fer un aterratge forçós a Imegga, un planeta on tothom intenta vendre'ls coses i cobrar-los diners per tot. Després de descobrir que tot plegat és per culpa de l'avarícia del rei d'Imegga, un robot se'ls cruspeix el radar per localitzar les boles de drac i una colla de delinqüents els roba la nau.                                     | |                        |                            |                            |
| 4 | En Son Goku és un dels delinqüents més buscats Wonteddo!! Gokū ga Shimei Tehai!? (ウォンテッド!!悟空が指名手配!?)                                                         | 28 de febrer de 1996   | 12 de febrer de 1999       | 14 de setembre de 2012     |
| En Son Goku intenta localitzar els lladres que els han robat la nau teletransportant-se, però no se n'acaba de sortir. Ara toca organitzar una missió de rescat. Sense la nau, es veuran obligats a quedar-se al planeta Imegga per sempre més! Per acabar-ho d'adobar, aviat descobriran que en Son Goku s'ha convertit en un dels delinqüents més buscats del planeta.                           | |                        |                            |                            |
| 5 | Una trobada amb el Dur: el guardaespatlles Redick Tsuyoi Yatsu Mikke!! Yōjinbō Rejikku (強いヤツ見っけ!!用心棒レジック)                                                   | 6 de març de 1996      | 13 de febrer de 1999       | 15 de setembre de 2012     |
| En Son Goku, en Trunks i la Pan decideixen entregar-se per poder-se infiltrar al palau del rei, que quan veu que no els pot aturar amb les armes, els obliga a enfrontar-se al seu millor guerrer, en Redick. Avui tornarem a veure en Son Goku convertit en superguerrer! Abans d'abandonar el planeta, s'adonen que en Giru ha integrat el radar al seu sistema i se l'emporten.                 | |                        |                            |                            |
| 6 | El planeta dels animals gegantins: per fi troben la bola de les quatre estrelles Chotto Itee Zo!? Gokū no Haisha (ちょっとイテえぞ!?悟空の歯医者)                         | 13 de març de 1996     | 14 de febrer de 1999       | 15 de setembre de 2012     |
| Per fi en Son Goku, en Trunks i la Pan arriben al primer planeta on hi ha una bola de drac, la de quatre estrelles. El que no s'esperaven era que fos un planeta on tot és gegantí i que, precisament, un gegant s'acabés cruspint la bola! En Son Goku serà l'encarregat de recuperar-la, i potser fins i tot es veurà obligat a fer servir el seu kamehameha.                                    | |                        |                            |                            |
| 7 | El Bigotut que va fer tremolar la Terra Itoshi no Hanī!? Hanayome wa Torankusu (愛しのハニー!?花嫁はトランクス)                                                           | 20 de març de 1996     | 15 de febrer de 1999       | 16 de setembre de 2012     |
| En Goku, en Trunks i la Pan aterren en un altre planeta, d'entrada pacífic, i de seguida localitzen la bola de drac de sis estrelles. Aviat, però, s'adonaran que no és tan senzill. Resulta que un monstre capaç de fer tremolar la Terra amb els seus bigotis té tot el planeta aterrit. La manera d'aturar-lo és fer que en Trunks es faci passar per la seva futura esposa!                    | |                        |                            |                            |
| 8 | El poder d'uns bigotis: fins i tot en Son Goku queda fora de combat Gokū mo Dokkan!! Ohige Pawā Zenkai (悟空もドッカン!!おヒゲパワー全開)                                 | 17 d'abril de 1996     | 16 de febrer de 1999       | 16 de setembre de 2012     |
| El Bigotut s'emporta en Trunks al seu cau, dins d'un volcà, i en Son Goku, la Pan i en Doma, un habitant del planeta, els segueixen per dur a terme el seu pla de tallar-li els bigotis quan tinguin el monstre adormit. Després d'unes quantes sorpreses, la bola de drac acaba a mans d'un extraterrestre que acaba fugint del planeta.                                                          | |                        |                            |                            |
| 9 | Han robat la bola! En Goku cau en un parany Shimatta!! Gokū Tobikomu Wana no Hoshi!? (シマッタ!!悟空飛び込む罠の星!?)                                                     | 24 d'abril de 1996     | 17 de febrer de 1999       | 17 de setembre de 2012     |
| En Son Goku, en Trunks i la Pan comencen a perseguir els extraterrestres que els han robat la bola de drac de sis estrelles i acaben perduts en un asteroide ple de laberints i de monstres en forma de cuc. Quan els extraterrestres descobreixen que en Son Goku i companyia tenen una altra bola, tornen a l'asteroide per robar-los-la.                                                        | |                        |                            |                            |
| 10 | Dansa i atac, Bonpapà! Ototte Atakku!? Bonpappa -- !! (踊ってアタック!?ボンパッパー!)                                                                                     | 1 de maig de 1996      | 18 de febrer de 1999       | 17 de setembre de 2012     |
| Després de vèncer els monstres en forma de cuc, en Son Goku, en Trunks i la Pan es veuen sorpresos per l'atac-dansa dels germans Parà-Parà, que van darrere de la bola de drac de quatre estrelles. La batalla promet ser d'allò més moguda, amb un final que acabarà separant la Pan i en Guiru d'en Son Goku i en Trunks.                                                                        | |                        |                            |                            |
| 11 | Maledicció de Luud! La Pan convertida en una nina Rūdo no Noroi!? Ningyō ni Sareta Pan (ルードの呪い!?人形にされたパン)                                                   | 8 de maig de 1996      | 19 de febrer de 1999       | 18 de setembre de 2012     |
| La Pan i en Guiru aterren al planeta Luud i amb el radar localitzen la bola de drac de sis estrelles. La Pan entra dins del temple de Luud, però acaba convertida en una nina a mans del sacerdot Mutxi-Motxi. En Son Goku i en Trunks, que aviat arribaran amb els germans Parà-Parà, encara no han descobert la veritable forma del malvat sacerdot.                                             | |                        |                            |                            |
| 12 | L'oracle del déu es converteix en realitat. El Luud es desperta Kami no Otsuge wa Chō-Meiwaku!! Rūdo Kidō (神のお告げは超迷惑!!ルード起動)                                | 15 de maig de 1996     | 20 de febrer de 1999       | 18 de setembre de 2012     |
| Mentre en Son Goku i en Trunks continuen lluitant contra el monstre Mutxi, el misteriós Deltaki, líder de la secta Luud, s'apodera de la Pan. Aviat se sabrà que el Luud és un déu en forma de robot que controla en Deltaki, i en Son Goku i en Trunks es veuran obligats a convertir-se en superguerrers per destruir el malvat sacerdot.                                                        | |                        |                            |                            |
| 13 | Un príncep imperial? El misteriós científic Mu Koitsu ga Oyadama!? Nazo no Kagaku-Sha Myū (こいつが親玉!?謎の科学者ミュー)                                                | 22 de maig de 1996     | 21 de febrer de 1999       | 19 de setembre de 2012     |
| Després d'haver reunit prou energia per activar el Luud, comença l'atac contra en Son Goku i en Trunks. Aleshores, en Mu, un misteriós científic, en veure que el Luud no podrà derrotar els dos superguerrers, ordena a en Deltaki que faci que el robot absorbeixi la Pan, la qual cosa li permetrà aconseguir més energia per vèncer en Goku i en Trunks.                                       | |                        |                            |                            |
| 14 | La sincronia perfecta: l'estratègia contra en Luud Rizumu de Bacchiri!? Rūdo Kōryaku!! (リズムでバッチリ!?ルード攻略)                                                     | 5 de juny de 1996      | 22 de febrer de 1999       | 19 de setembre de 2012     |
| En Son Goku i en Trunks continuen lluitant contra el temible Luud. A l'interior del robot, la Pan i els germans Parà-Parà obliguen en Deltaki a dir-los com s'ho han de fer per sortir-ne. Els germans es posen en contacte amb en Son Goku telepàticament i preparen una estratègia conjunta per destruir un robot que sembla invencible.                                                         | |                        |                            |                            |
| 15 | La Pan abandona els seus companys Mou Gure te Yaru!! Pan no Iede!? (もうグレてやる!!パンの家出!)                                                                          | 12 de juny de 1996     | 23 de febrer de 1999       | 20 de setembre de 2012     |
| En Trunks proposa tornar a la Terra per substituir la Pan per en Son Goten, però abans faran parada en un planeta desert, on en Guiru hi ha localitzat una altra bola de drac. La Pan, molt enfadada, intentarà buscar la bola tota sola, fet que tindrà unes conseqüències que podrien ser molt tràgiques. D'altra banda, el general Rild, mà dreta del doctor Mu, acaba desfent-se d'en Deltaki. | |                        |                            |                            |
| 16 | El planeta màquina M2: en Guiru és un traïdor Mashin Wakusei M2... Uragiri no Giru!? (マシン惑星M2…裏切りのギル!?)                                                        | 19 de juny de 1996     | 24 de febrer de 1999       | 20 de setembre de 2012     |
| En Guiru convenç en Trunks de passar pel seu planeta natal, el planeta màquina M2. L'aparició de milers de robots idèntics a en Guiru i, posteriorment, del grup Megacanó Sigma, fa que en Son Goku, en Trunks i la Pan descobreixin que en Guiru és un traïdor que treballa a les ordres del general Rild, mà dreta del doctor Mu.                                                                | |                        |                            |                            |

### Baby (1996-1997)
| # | Títol en català | Data d'estrena al Japó | Data d'estrena a Catalunya | Data d'estrena a Catalunya | Audiència 3XL (espectadors/share) |
| # | Títol en català | Data d'estrena al Japó | Original                   | Canal 3XL                  | Audiència 3XL (espectadors/share) |
| --- | --- | ---------------------- | -------------------------- | -------------------------- | --------------------------------- |
| 17 | Deixeu-ho tot en mans de la Pan. L'estratègia per rescatar en Goku Pan ni Omakase! Gokū kyū shutsu sakusen!! (パンにおまかせ!悟空救出作戦!!)                     | 26 de juny de 1996     | 25 de febrer de 1999       | 21 de setembre de 2012     | ?                                 |
| Després d'haver capturat en Son Goku i en Trunks, els robots els analitzen i descobreixen que tenen una força extraordinària. La Pan, molt enfadada per la traïció d'en Guiru, decideix disfressar-se de robot per entrar a l'amagatall del grup Megacanó Sigma, uns robots que tenen el poder de travessar parets i informació privilegiada dels nostres herois.                                 | |                        |                            |                            |                                   |
| 18 | Els superpoders d'en Goku no consten a les dades Dēta Nya Nai Ze!! Gokū no Chō-honki (データにゃないぜ!!悟空の超本気)                                            | 10 de juliol de 1996   | 26 de febrer de 1999       | 21 de setembre de 2012     | ?                                 |
| En Trunks aconsegueix fugir de l'amagatall del grup Megacanó Sigma amb la Pan i quan arriben a la nau descobreixen que en Guiru els ha robat les boles de drac. Mentrestant, en Son Goku s'encarrega de destruir els tres robots que encara queden sencers, davant de la mirada atenta del general Rild, que aviat podria entrar en acció.                                                        | |                        |                            |                            |                                   |
| 19 | Rild, l'últim mutant, presenta batalla Shutsujin!! Saikyō myūtanto Rirudo (出陣!!最強ミュータント・リルド)                                                       | 17 de juliol de 1996   | 27 de febrer de 1999       | 22 de setembre de 2012     | ?                                 |
| En Son Goku arriba a la nau just abans que el general Rild, que converteix en Trunks en un bloc metàl·lic i l'envia al laboratori del doctor Mu perquè el dissequi. Mentre la Pan intenta salvar-lo, en Son Goku, convertit aquest cop en superguerrer, inicia una batalla amb en Rild, que aviat també patirà una transformació per convertir-se en l'hipermega Rild.                            | |                        |                            |                            |                                   |
| 20 | Un combat entre els més forts. El Superguerrer contra l'hipermega Rild Tamageta zo!! Gokū o osou kinzoku tsunami (たまげたぞ!!悟空を襲う金属津波)                | 31 de juliol de 1996   | 28 de febrer de 1999       | 22 de setembre de 2012     | ?                                 |
| En Son Goku, que continua lluitant contra l'hipermega Rild, descobreix el seu poder secret. En Rild és capaç de manipular tot el metall del planeta. Això li permet aparèixer a tot arreu on hi ha metall i el fa indestructible. Mentrestant, la Pan intenta infiltrar-se a la torre principal per acabar amb en Guiru i recuperar les boles de drac.                                            | |                        |                            |                            |                                   |
| 21 | Què passa? En Goku convertit en una planxa de metall! Nante kotta!! Kinzokuban ni natta Gokū (何てこった!!金属板になった悟空)                                    | 7 d'agost de 1996      | 1 de març de 1999          | 23 de setembre de 2012     | ?                                 |
| Mentre la Pan informa a en Son Goku que ha recuperat les boles de drac, en Rild aprofita per convertir-los a tots dos en blocs de metall, igual que a en Trunks, i els trasllada també al laboratori del doctor Mu. Aleshores apareix en Guiru i allibera la Pan i en Son Goku, però no té la mateixa sort amb en Trunks, que té una sorpresa preparada per a tothom.                             | |                        |                            |                            |                                   |
| 22 | El neomutant Baby: un enemic terrible amb cara de bebè Abakareta yabō!! Ja-aku seimeitai Bebī (暴かれた野望!!邪悪生命体ベビー)                                   | 14 d'agost de 1996     | 2 de març de 1999          | 23 de setembre de 2012     | ?                                 |
| Després de saber que en Guiru també havia alliberat en Trunks abans que arribés al laboratori, descobrim la gran creació del doctor Mu: el neomutant Baby, un enemic ple de sorpreses. Aviat sabrem que és ell el que ha utilitzat el doctor Mu, i tot fa pensar que aquesta nova criatura té una pila de perills amagats.                                                                        | |                        |                            |                            |                                   |
| 23 | Un perill amagat: la nau abandonada i el nen misteriós Kakusareta Kiki!? Nanbasen to Nazo no Shōnen (隠された危機!?難破船と謎の少年)                             | 21 d'agost de 1996     | 3 de març de 1999          | 24 de setembre de 2012     | ?                                 |
| Després de vèncer en Rild, en Son Goku, en Trunks, la Pan i en Guiru localitzen una altra bola de drac en una nau abandonada. Es tracta de la bola de drac d'una estrella. La Pan també hi troba un nen malferit i se l'enduen a la seva nau per portar-lo a l'hospital d'un altre planeta. A la sala d'urgències el nen es desperta i apareix la sorpresa...                                     | |                        |                            |                            |                                   |
| 24 | En Baby ataca: la persecució dels tres superguerrers Bebī gyaku shū!! Nerawareta Saiyajin!! (ベビー逆襲!!狙われたサイヤ人!!)                                     | 28 d'agost de 1996     | 4 de març de 1999          | 24 de setembre de 2012     | ?                                 |
| En Baby, que havia posseït el nen ferit que s'havien trobat a la nau abandonada, posseeix un altre metge i decideix atacar en Trunks, però en Son Goku i la Pan arriben a temps per salvar-lo. Després d'intentar en va de destruir en Baby, en Son Goku, en Trunks i la Pan fugen amb la seva nau, sense haver pogut localitzar el malvat Baby.                                                  | |                        |                            |                            |                                   |
| 25 | És terrible! En Baby es presenta a la Terra Taihen da!! Chikyū ni Bebī ga Arawareta (大変だ!!地球にベビーが現れた)                                               | 9 d'octubre de 1996    | 5 de març de 1999          | 25 de setembre de 2012     | ?                                 |
| En Son Goku, en Trunks i la Pan troben la bola de drac de set estrelles i ja només els en queden dues per aconseguir el seu objectiu. Mentrestant, en Baby es presenta a la Terra amb molta més energia i, després de posseir uns quants guerrers i de provocar el pànic per allà on passa, inicia una batalla brutal contra en Son Goten.                                                        | |                        |                            |                            |                                   |
| 26 | Son Gohan contra Son Goten: la pitjor baralla entre germans Gohan to Goten... Sai-aku no kyōdai Genka!? (悟飯と悟天…最悪の兄弟ゲンカ!?)                          | 16 d'octubre de 1996   | 6 de març de 1999          | 25 de setembre de 2012     | ?                                 |
| Després de posseir el cos d'en Son Goten, en Baby se'n va a la recerca d'en Vegeta, el superguerrer més fort de la Terra. Pel camí es troba amb en Son Gohan i quan descobreix que és més fort que en Son Goten, inicia una batalla contra ell per intentar canviar-li el cos. Mentrestant, en Son Goku, en Trunks i la Pan troben la bola de drac de tres estrelles i ja només els en falta una. | |                        |                            |                            |                                   |
| 27 | Ambicions acomplertes: en Baby posseeix en Vegeta Yabō kansei!? Nottorareta Bejīta (野望完成!?乗っ取られたベジータ)                                              | 23 d'octubre de 1996   | 7 de març de 1999          | 26 de setembre de 2012     | ?                                 |
| En Baby, després d'explicar-li a en Vegeta que és l'únic supervivent de la raça Tsuful i que es vol venjar dels superguerrers perquè van anihilar tot el seu poble, inicia un combat contra ell per posseir-ne el cos. Mentrestant, en Son Goku, en Trunks i la Pan troben l'última bola de drac i tornen cap a la Terra.                                                                         | |                        |                            |                            |                                   |
| 28 | El retorn d'en Son Goku: tot el món és ple d'enemics? Gokū kaeru... Chikyū wa zenbu ora no teki!? (悟空帰る…地球は全部オラの敵!?)                                | 30 d'octubre de 1996   | 8 de març de 1999          | 26 de setembre de 2012     | ?                                 |
| En Son Goku, en Trunks i la Pan per fi arriben a la Terra i deixen les set boles de drac al palau d'en Dende, que està sota el control d'en Baby. A més, aviat s'adonaran que gairebé tots els habitants de la Terra s'han convertit en zombis subordinats d'en Baby. En Son Gohan i en Son Goten no trigaran a atacar en Goku i la Pan, i ben aviat també apareixerà en Vegeta-Baby!             | |                        |                            |                            |                                   |
| 29 | Superperillós: en Baby ha vençut tres superguerrers Chō Yabai!? Sūpā Saiyajin Surī yabureru!! (超ヤバイ!?超サイヤ人3敗れる!!)                                    | 6 de novembre de 1996  | 9 de març de 1999          | 27 de setembre de 2012     | ?                                 |
| En Bu absorbeix el senyor Satan i la Pan per protegir-los i desapareix. En Baby diu a en Son Goten, a en Son Gohan i a en Trunks, tots sota el seu control, que s'encarregarà ell mateix d'acabar amb en Son Goku, ara transformat en superguerrer de tercer nivell. En Baby, amb l'energia dels tres superguerrers també es transforma en un ésser molt poderós.                                 | |                        |                            |                            |                                   |
| 30 | En Goku ha desaparegut: que sóc mort? Gokū Shōmetsu!? Ora wa Shinjimatta (悟空消滅!?オラは死んじまっただ)                                                        | 13 de novembre de 1996 | 10 de març de 1999         | 27 de setembre de 2012     | ?                                 |
| En Baby, transformat en un ésser molt poderós, llança una bola d'energia contra en Son Goku, però gràcies a en Kibito, que li salva la vida, se'n va a parar a una altra dimensió. Allà es trobarà amb en Sugoru, que el desafiarà a un joc de taula. Si guanya en Son Goku, continuarà viu i podrà tornar a la Terra, però si perd, també perdrà la vida.                                        | |                        |                            |                            |                                   |
| 31 | Quina sorpresa! L'espai d'en Sugoru s'ensorra Atto odoroku!? Suguroku kūkan dai hōkai (アッと驚く!?スゴロク空間大崩壊)                                           | 11 de desembre de 1996 | 11 de març de 1999         | 28 de setembre de 2012     | ?                                 |
| Després de descobrir que en Sugoru feia trampes, en Son Goku ho diu obertament i els poders que dominen el joc ho comencen a destrossar tot. Fora de la dimensió del joc, en Kibito porta en Son Goku al planeta del déu Neptú, on es comença a entrenar per vèncer en Baby. A la Terra, en Son Gohan rep l'ordre d'executar la Pan.                                                              | |                        |                            |                            |                                   |
| 32 | Ub, el guerrer ple d'ira crida: torneu-me en Son Goku! Gokū o kaese!! Ikari no senshi Ūbu (悟空を返せ!!怒りの戦士ウーブ)                                         | 8 de gener de 1997     | 12 de març de 1999         | 28 de setembre de 2012     | ?                                 |
| L'Ub aconsegueix salvar la Pan, que li explica que en Baby ha matat en Son Goku. Ara serà l'Ub el que s'enfronti a en Baby per venjar-se'n. Durant el combat, en Baby tornarà a crear una altra bola d'energia que acabarà absorbint en Bu, que més tard es fusionarà amb l'Ub. En Son Goku veu tot el que passa al planeta dels tsufuls i demana que l'hi enviïn immediatament.                  | |                        |                            |                            |                                   |
| 33 | L'Ub ha ressuscitat: afanya't Goku! Kurae Bebī!! Shinsei Ūbu hissatsu kōsen!! (くらえベビー!新生ウーブ必殺光線!!)                                                | 15 de gener de 1997    | 13 de març de 1999         | 29 de setembre de 2012     | ?                                 |
| Al planeta dels tsufuls, l'Ub crea una bola d'energia per eliminar en Baby, però el tsuful l'acaba convertint en xocolata i l'absorbeix. Quan arriba en Son Goku es transforma en un superguerrer de tercer nivell, però encara no té prou força per plantar cara a en Baby, que quan està a punt d'acabar amb ell, veu com es torna a transformar, aquest cop en un mico gegant.                 | |                        |                            |                            |                                   |
| 34 | Ha fallat la transformació? En Goku transformat en mico gegant en fa un gra massa Henshin Shippai!? Gokū no Ōzaru dai abare! (変身失敗!?悟空の大ザル大暴れ!!)    | 22 de gener de 1997    | 14 de març de 1999         | 29 de setembre de 2012     | ?                                 |
| Totalment transformat, ara queda clar que en Son Goku és molt superior a en Baby, però en aquest nou estat, el superguerrer és incapaç de concentrar-se en el combat i ho comença a destrossar tot. L'única que sembla que el pot fer tornar en si és la Pan. Si ho aconsegueix, en Son Goku s'haurà transformat en un superguerrer de quart nivell.                                              | |                        |                            |                            |                                   |
| 35 | El superpoderós! En Goku es converteix en un superguerrer de quart nivell Saikyō! Gokū ga sūpā Saiya-jin Fō ni!! (最強!!悟空が超サイヤ人4に!!)                   | 29 de gener de 1997    | 15 de març de 1999         | 30 de setembre de 2012     | ?                                 |
| Convertit en un superguerrer de quart nivell, els poders d'en Son Goku són increïbles. Comença el combat contra en Baby, que no té res a fer davant d'un Son Goku indestructible. Amb un sol kamehame podria acabar amb el seu contrincant, però a l'últim moment apareix la Bulma amb un raig que podria transformar en Baby en un mico gegantí.                                                 | |                        |                            |                            |                                   |
| 36 | Un monstre immortal? Ara en Baby és un malvat mico gegantí Fujimi no kaibutsu!? Kyōaku ōzaru bebī (不死身の怪物!?凶悪大ザルベビー)                               | 5 de febrer de 1997    | 16 de març de 1999         | 30 de setembre de 2012     | ?                                 |
| En Son Goku i en Baby continuen el combat. En Baby ara és molt més poderós, però el seu nou estat fa que no tingui prou control i comença a destrossar el seu propi planeta i a matar la seva gent. Aleshores, en Baby decideix llançar un primer atac contra la Terra, que en Son Goku no pot aturar. Amb un segon atac, acabaria per sempre amb el planeta.                                     | |                        |                            |                            |                                   |
| 37 | K. O. doble entre en Goku i en Baby "Sōzetsu!! Bebī to Gokū Daburu Keī Ō!!" (壮絶!!ベビーと悟空ダブルKO!!)                                                       | 12 de febrer de 1997   | 17 de març de 1999         | 1 d'octubre de 2012        | 50.000 espectadors / 1,8%         |
| El kamehame d'en Son Goku, que ha quedat inconscient, té un efecte retardat i també deixa en Baby sense sentit. Mentrestant, en Kibito arriba al palau d'en Dende i fa servir l'aigua sagrada per fer reviure en Dende i el senyor Popo d'entrada, i després en Trunks, en Son Goten i en Son Gohan. Més tard, continua el combat entre en Son Goku i en Baby.                                    | |                        |                            |                            |                                   |
| 38 | En Goku recupera el quart nivell de superguerrer gràcies a l'energia de tothom "Minna no pawā de... Sūpā saiya-jin Fō fukkatsu" (みんなの力で...超サイヤ人4復活) | 19 de febrer de 1997   | 18 de març de 1999         | 2 d'octubre de 2012        | 50.000 espectadors / 1,6%         |
| En Son Goku demana a en Son Gohan i a en Son Goten que li donin energia per recuperar el quart nivell de superguerrer, però en Baby els ataca per impedir-ho. Aleshores, l'Ub comença a atacar en Baby des de l'interior del seu cos, la qual cosa dona temps als altres superguerrers de lliurar tota la seva energia a en Son Goku.                                                             | |                        |                            |                            |                                   |
| 39 | Mor d'una vegada, Baby! Un atac coratjós "Kore de Saigo da! Tsui ni bebī shōmetsu" (これで最後だ!ついにベビー消滅)                                               | 26 de febrer de 1997   | 19 de març de 1999         | 3 d'octubre de 2012        | 65.000 espectadors / 2,4%         |
| Després d'acabar amb en Baby, en Son Goku, en Vegeta i els altres superguerrers tornen a la Terra per ruixar-ne tota la superfície amb aigua sagrada. En Kibito i en Trunks fan el mateix al planeta dels tsufuls. Aviat, però, s'adonen que en Baby havia demanat un altre desig a les boles de drac d'estrella negra i la Terra encara corre el perill d'explotar.                              | |                        |                            |                            |                                   |
| 40 | La terra explota! En Cor Petit pren una decisió important "Chikyū Bakuhatsu! Pikkoro no Jūdaina Ketsui" (地球爆発!!ピッコロの重大な決意)                         | 5 de març de 1997      | 20 de març de 1999         | 4 d'octubre de 2012        | 58.000 espectadors / 2,2%         |
| En Vegeta decideix traslladar tots els habitants de la Terra al planeta dels tsufuls, però quan està a punt de sortir l'última nau, en Son Goku torna a la Terra per anar a buscar un nen i en Cor Petit, que comunica telepàticament a en Son Gohan que ha decidit quedar-se al planeta i sacrificar-se perquè ningú pugui fer servir mai més les boles de drac d'estrella negra.                | |                        |                            |                            |                                   |

### Súper A-17 (1997)
| # | Títol en català | Data d'estrena al Japó | Data d'estrena a Catalunya | Data d'estrena a Catalunya | Audiència CS3 (espectadors/share) |
| # | Títol en català | Data d'estrena al Japó | Original                   | Canal Super3               | Audiència CS3 (espectadors/share) |
| --- | --- | ---------------------- | -------------------------- | -------------------------- | --------------------------------- |
| 41 | El nou campió mundial d'arts marcials. Qui serà el successor del senyor Satan? Tenkaiichi budōkai. Satan no kōkeisha wa dare (天下一武道会 サタンの後継者は誰)   | 12 de març de 1997     | 21 de març de 1999         | 5 d'octubre de 2012        | 60.000 espectadors / 2,5%         |
| Després d'un període de calma a la Terra, el senyor Satan decideix organitzar un nou campionat mundial d'arts marcials per nomenar el seu successor. En Son Goku es veurà obligat a participar en el torneig infantil i la Pan, la neta del senyor Satan, al d'adults. D'entrada, sembla que l'únic que pot fer ombra al senyor Satan és l'Ub, que encara porta en Bu a l'interior del cos. | |                        |                            |                            |                                   |
| 42 | Els enemics més poderosos d'en Goku ressusciten de l'infern Shine Gokū!! Jigoku kara yomigaeru kyōteki-tachi (死ね悟空!!地獄から蘇る強敵たち)                    | 16 d'abril de 1997     | 22 de març de 1999         | 6 d'octubre de 2012        | 50.000 espectadors / 2,3%         |
| Després d'un període de pau a la Terra, apareix el malvat A-17 per comunicar a en Trunks que si en Son Goku no va tot sol a l'infern, el doctor Guero i el doctor Mu faran ressuscitar en Cèl·lula i en Freezer i els enviaran a la Terra. Tot plegat és una trampa per deixar en Son Goku atrapat a l'infern i donar via lliure a l'A-17 perquè destrossi la Terra.                        | |                        |                            |                            |                                   |
| 43 | La ressurrecció dels guerrers infernals: en Cèl·lula i en Freezer Jigoku no masenshi! Seru & Furīza fukkatsu (地獄の魔戦士!セル＆フリーザ復活)                   | 23 d'abril de 1997     | 23 de març de 1999         | 7 d'octubre de 2012        | 91.000 espectadors / 3,5%         |
| Mentre en Son Goku lluita contra en Cèl·lula i en Freezer, que ara són immortals, els homes del doctor Guero inicien el seu atac a la Terra. Totes les forces del bé s'han unit per plantar-los cara, fins i tot en Vegeta, que s'enfronta al nou A-17. Mentrestant, l'A-17 original intercepta la família d'en Krilin i obliga l'A-18 a fer-li costat.                                     | |                        |                            |                            |                                   |
| 44 | Els dos A-17 es fusionen en un sol ésser humà Kyūkyoku Jinzō-ningen! Futari no 17-gō gattai (究極の人造人間!二人の17号合体)                                      | 30 d'abril de 1997     | 24 de març de 1999         | 8 d'octubre de 2012        | 83.000 espectadors / 3%           |
| Després de matar en Krilin, l'A-17 original es troba amb el nou A-17 i es fusionen per crear un superandroide que de seguida demostra que és capaç de derrotar tots els superguerrers de la Terra. Des de l'infern, en Son Goku, que ho ha vist tot, demana que el tornin a la Terra, però davant de la negativa, en Cor Petit decideix actuar pel seu compte.                              | |                        |                            |                            |                                   |
| 45 | Afanya't, Son Goku! l'estratègia per fugir de l'infern Isoge Gokū!! Jigoku kara no dassutsu daisakusen (急げ悟空!!地獄からの脱出大作戦)                          | 14 de maig de 1997     | 25 de març de 1999         | 9 d'octubre de 2012        | 96.000 espectadors / 3,5%         |
| En Cor Petit, amb l'ajuda d'en Dende, aconsegueix obrir un forat negre perquè en Son Goku pugui tornar a la Terra i intentar aturar el súper A-17. A canvi, però, en Cor Petit es podria veure obligat a passar tota l'eternitat a l'infern. Mentrestant, en Vegeta, en Trunks, en Son Gohan i en Son Goten es veuen incapaços d'aturar l'A-17, que també s'acaba desfent del doctor Guero. | |                        |                            |                            |                                   |
| 46 | Combat ferotge entre en Goku, el superguerrer de quart nivell i el súper A-17 Gekitō!! Sūpā Saiyajin 4 VS Sūpā 17-gō (激突!!スーパーサイヤ人4 vs. スーパー17号)  | 28 de maig de 1997     | 26 de març de 1999         | 10 d'octubre de 2012       | 95.000 espectadors / 3,5%         |
| Comença el combat entre en Son Goku i el súper A-17, que té l'avantatge de conèixer totes les tècniques del seu contrincant, gràcies a la programació del doctor Mu. Convertit en superguerrer de quart nivell, en Son Goku continua atacant el súper A-17, que no para d'absorbir l'energia del seu rival i acaba creant una bola d'energia molt poderosa.                                 | |                        |                            |                            |                                   |
| 47 | Un tomb increïble de la fortuna. L'A-17 explota després d'un atac doble Daigyakuten! Gokū to 18-gō no nidan kōgeki sakuretsu (大逆転!悟空と18号の二段攻撃さく裂) | 4 de juny de 1997      | 27 de març de 1999         | 11 d'octubre de 2012       | 67.000 espectadors / 3%           |
| Després de la derrota del súper A-17, la Bulma informa que la Terra s'ha tornat molt inestable per culpa dels portals interdimensionals que han obert l'A-17 i en Cor Petit. Aleshores, quan reuneixen les boles de drac per solucionar-ho, es troben que el drac Sheron s'ha convertit en un ésser maligne carregat d'energia negativa.                                                    | |                        |                            |                            |                                   |

### Els Dracs Malignes (1997)
| # | Títol en català | Data d'estrena al Japó | Data d'estrena a Catalunya | Data d'estrena a Catalunya | Audiència CS3 (espectadors/share) |
| # | Títol en català | Data d'estrena al Japó | Original                   | Canal Super3               | Audiència CS3 (espectadors/share) |
| --- | --- | ---------------------- | -------------------------- | -------------------------- | --------------------------------- |
| 48 | Quina sorpresa! El drac Sheron s'ha convertit en un enemic Kore wa Bikkuri! Shenron ga teki ni?! (これはビックリ!神龍が敵に?!)                                            | 11 de juny de 1997     | 28 de març de 1999         | 12 d'octubre de 2012       | 70.000 espectadors / 2,8%         |
| El fet d'haver utilitzat les boles de drac tantes vegades en tan poc temps, sense donar-los temps per alliberar l'energia negativa, ha provocat que el drac Sheron s'hagi convertit en un ésser maligne, que aviat es dividirà en set dracs malignes. En Son Goku, que se sent culpable del que ha passat, decideix plantar cara als set dracs abans que destrueixin tot l'univers.                      | |                        |                            |                            |                                   |
| 49 | L'enemic més fort? El drac que fa servir una tècnica secreta terrorífica Saikyō no teki!? Kyōfu no urawaza o tsukau ryū (最強の敵?!恐怖の裏ワザを使う龍)                  | 18 de juny de 1997     | 29 de març de 1999         | 13 d'octubre de 2012       |                                   |
| Acompanyat de la Pan i en Guiro, en Son Goku localitza el drac de dues estrelles, que està contaminant tota l'aigua que troba. Això fa que la Pan vagi perdent forces i que en Son Goku sigui incapaç de transformar-se en superguerrer. Després de caure derrotats davant del drac, l'única esperança que tenen de salvar-se és en Guiro, que no es veu afectat per la contaminació.                    | |                        |                            |                            |                                   |
| 50 | El drac de les cinc estrelles: un monstre elèctric Saiya pawā gyokusai!? Denkijū Ūshinron (サイヤパワー玉砕!?電気獣五星龍)                                                | 25 de juny de 1997     | 30 de març de 1999         | 14 d'octubre de 2012       | 81.000 espectadors / 2,8%         |
| Havent recuperat la bola de drac de dues estrelles, en Son Goku, la Pan i en Guiro continuen la recerca dels dracs malignes amb l'objectiu d'anar reunint totes les boles i anar-les purificant. El proper rival és un monstre elèctric, que obliga en Son Goku a transformar-se en superguerrer de quart nivell. Es tracta del drac de les cinc estrelles.                                              | |                        |                            |                            |                                   |
| 51 | El drac de sis estrelles: el gran atac per trobar el punt feble de l'huracà Ryū Shinron! Daitatsumaki kogeki no jakuten o sakase (六星龍!大竜巻攻撃の弱点を探せ)          | 2 de juliol de 1997    | 31 de març de 1999         | 15 d'octubre de 2012       |                                   |
| Després de recuperar la bola de drac de cinc estrelles, en Son Goku, la Pan i en Guiro continuen buscant els dracs malignes. Aviat, en un poble pescador, localitzaran el de sis estrelles, un drac capaç de crear un huracà al seu voltant que impedeix que se li acostin els enemics. En Son Goku sap que, per derrotar-lo, primer li ha de trobar el punt feble.                                      | |                        |                            |                            |                                   |
| 52 | No us encanteu: l'autèntica estratègia del drac de set estrelles Pan abune! Chii-Shinron nottote oki (パンあぶねぇ!七星龍のとっておき)                                    | 9 de juliol de 1997    | 1 d'abril de 1999          | 16 d'octubre de 2012       | 103.000 espectadors / 3,6%        |
| El drac de set estrelles és el següent objectiu d'en Son Goku, la Pan i en Guiro. D'entrada, el rival és més assequible, però ja convençuts que l'han vençut, la Pan intenta recuperar la bola de drac i s'hi veu absorbida. La nova forma del drac s'apodera del cos de la Pan per obligar en Son Goku a convertir-se en superguerrer de quart nivell i absorbir-lo.                                    | |                        |                            |                            |                                   |
| 53 | Ha estat la fi de la Pan? El superkamehame que fa plorar Pan ga shōmetsu!? Namida no 10-bai Kamehameha (パンが消滅!?涙の10倍かめはめ波)                                   | 16 de juliol de 1997   | 2 d'abril de 1999          | 17 d'octubre de 2012       |                                   |
| El drac de set estrelles comença a destruir tota una ciutat, i la Pan, des del seu interior i veient que no resistirà gaire més, demana telepàticament a en Son Goku que es converteixi en superguerrer de quart nivell i comenci a lluitar. En Son Goku sap que un atac amb un kamehame contra el drac també pot ser la fi de la Pan.                                                                   | |                        |                            |                            |                                   |
| 54 | El poder de 6.000 graus! El drac del sol! Sesshi Rokusen-do no pawā! Taiyō no Senshi (摂氏6000度のパワー!太陽の戦士)                                                      | 6 d'agost de 1997      | 3 d'abril de 1999          | 18 d'octubre de 2012       |                                   |
| Amb quatre boles de drac en el seu poder, en Son Goku, la Pan i en Guiro troben el drac de quatre estrelles, nascut del desig d'en Satanàs d'aconseguir la joventut eterna i capaç d'escalfar el seu cos a una temperatura superior a la de la superfície del sol. En Son Goku es veu obligat a fugir-ne i a convertir-se en superguerrer de quart nivell.                                               | |                        |                            |                            |                                   |
| 55 | La Bulma actua! El pla per rehabilitar en Vegeta Buruma ugoku! Bejīta Kaizō keikaku (ブルマ動く!ベジータ改造計画)                                                         | 13 d'agost de 1997     | 4 d'abril de 1999          | 19 d'octubre de 2012       |                                   |
| La Bulma, que té un pla per fer que en Vegeta es converteixi en superguerrer de quart nivell, el convenç que encara no se'n vagi a ajudar en Son Goku a vèncer el drac de quatre estrelles. Intentarà fer una màquina que creï els mateixos rajos que van provocar la transformació d'en Son Goku al planeta dels tsufuls. Mentrestant, el drac de tres estrelles roba totes les boles de drac a la Pan. | |                        |                            |                            |                                   |
| 56 | Després del sol, el fred extrem. Els dracs bessons del foc i el gel Taiyō no tsugi wa kokukan! Honō to Kōri no kyōdai ryū (太陽の次は極寒!炎と氷の兄弟龍)                 | 20 d'agost de 1997     | 5 d'abril de 1999          | 20 d'octubre de 2012       |                                   |
| En Son Goku, que comença lluitant amb molta potència davant del drac de quatre estrelles, li perdona la vida perquè abans el drac havia perdonat la de la Pan. Aleshores apareix el germà bessó del drac del foc, el drac maligne de tres estrelles, que ataca per sorpresa en Son Goku i ordena al seu germà que destrueixi el superguerrer.                                                            | |                        |                            |                            |                                   |
| 57 | Un poder irresistible. El drac que controla els dracs malignes Tsuyosa Attō Teki!! Jaaku Ryū o shihai suru ryū (強さ圧倒的!!邪悪龍を支配する龍)                           | 3 de setembre de 1997  | 6 d'abril de 1999          | 21 d'octubre de 2012       |                                   |
| Després d'un combat brutal, en Son Goku derrota el drac de tres estrelles, però acaba amb problemes de visió. El drac de quatre estrelles decideix retardar el combat fins que el seu rival estigui curat, però aleshores apareix el drac d'una estrella i el mata. Ara el drac que controla els dracs malignes ja està en disposició de vèncer en Son Goku.                                             | |                        |                            |                            |                                   |
| 58 | Preparant el contraatac: superar el quart nivell dels superguerrers Hangeki Kaishi! Sūpā-saiyajin 4 o koero (反撃開始!スーパーサイヤ人4を超えろ)                          | 10 de setembre de 1997 | 7 d'abril de 1999          | 22 d'octubre de 2012       |                                   |
| Sense els poders de superguerrer de quart nivell, en Son Goku està a punt de morir a mans del drac d'una estrella. En Son Goten, en Son Gohan, en Trunks i l'Ub aconsegueixen salvar en Son Goku i donar-li encara més força. Més tard, quan sembla que el drac d'una estrella està vençut, absorbeix les altres sis boles de drac i es transforma en un monstre encara més poderós.                     | |                        |                            |                            |                                   |
| 59 | És un aliat o un enemic? Apareix el gran mico Vegeta Teki-ka mikata-ka... Ōzaru bejiita Ō Abare (敵か味方か…大猿ベジータ大暴れ)                                           | 17 de setembre de 1997 | 8 d'abril de 1999          | 23 d'octubre de 2012       |                                   |
| El drac d'una estrella, que ara té tots els poders dels altres dracs, ja posseeix la força i l'energia negativa suficients per aniquilar els seus rivals i aconseguir el seu objectiu de destruir tot l'univers. En Son Goku, que està disposat a tornar a sacrificar la vida, veu com apareix en Vegeta i es converteix en superguerrer de quart nivell. L'única opció que tenen és la fusió.           | |                        |                            |                            |                                   |
| 60 | Fusió! El super Gogeta definitiu Fyū-jon!! Kyuukyoku no Sūpā Gojīta (フュージョン!!究極のスーパーゴジータ)                                                                | 22 d'octubre de 1997   | 9 d'abril de 1999          | 24 d'octubre de 2012       |                                   |
| Mentre en Son Goten, en Son Gohan i en Trunks distreuen el drac d'una estrella, en Son Goku i en Vegeta es fusionen i creen el super-Gogeta definitiu. Quan sembla que estan a punt de vèncer el drac, que ha perdut les sis boles que havia absorbit, es desfà la fusió entre en Son Goku i en Vegeta i el drac es pot tornar a fusionar amb les boles. Amb totes, menys amb la de quatre estrelles.    | |                        |                            |                            |                                   |
| 61 | Segur que guanyaré, diu en Son Goku, després d'empassar-se la bola de drac de les quatre estrelles Zettai Katsu zo! Suushichū o kūta Gokū (絶対勝つぞ!四星球を食った悟空) | 29 d'octubre de 1997   | 10 d'abril de 1999         | 25 d'octubre de 2012       |                                   |
| Per impedir que el drac torni a recuperar tot el poder que tenia absorbint les sis boles de drac, en Son Goku decideix empassar-se la de quatre estrelles. Tot seguit, en Vegeta i en Son Goku intenten tornar-se a fusionar, però el drac, que ja sap què és la fusió, els ho impedeix. De sobte, al front d'en Son Goku hi apareix la bola de drac de quatre estrelles.                                | |                        |                            |                            |                                   |
| 62 | El rescat d'en Son Goku: apareix l'últim aliat Gokū o Sukue!! Saigo no Mikata Tōjō (悟空を救え!最後の味方登場)                                                            | 5 de novembre de 1997  | 11 d'abril de 1999         | 26 d'octubre de 2012       |                                   |
| De la bola de drac de quatre estrelles que té en Son Goku al front, apareix el drac del sol, que actuarà com a últim aliat del superguerrer per intentar derrotar el drac d'una estrella. Després del combat, tot sembla perdut: el drac d'una estrella ha tornat a absorbir el drac del sol, en Vegeta ha tornat al seu estat normal i en Son Goku sol és incapaç de destruir amb el drac maligne.      | |                        |                            |                            |                                   |
| 63 | Un victòria meravellosa! En Son Goku salva l'univers Kiseki no Gyakuten Shōri!! Uchū o Sukutta Gokū (奇跡の逆転勝利!!宇宙を救った悟空)                                    | 12 de novembre de 1997 | 12 d'abril de 1999         | 27 d'octubre de 2012       |                                   |
| En Son Goku torna a necessitar l'energia de tots els seus amics per intentar acabar amb el drac d'una estrella, però aquesta vegada no n'hi haurà prou amb els de la Terra. Per crear la bola Genki, que podria derrotar el drac maligne, en Kaito demana a tots els habitants de l'univers que en Son Goku ha conegut al llarg de tots els seus viatges que li enviïn la seva energia.                  | |                        |                            |                            |                                   |
| 64 | Adéu, Goku, o potser només fins aviat Saraba Gokū... Mata Au Hi Made (さらば悟空…また逢う日まで)                                                                          | 19 de novembre de 1997 | 13 d'abril de 1999         | 28 d'octubre de 2012       |                                   |
| Després de derrotar el drac maligne amb la bola Genki universal, les boles de drac tornen al seu estat anterior i apareix en Sheron sense ser invocat per explicar que no tornarà a concedir desitjos mai més. Després de demanar-li que faci ressuscitar tota la gent que han mort l'A-17 i els dracs malignes, en Son Goku desapareix amb el drac Sheron.                                              | |                        |                            |                            |                                   |